# Đèo Thung Khe
Đèo Thung Khe, còn gọi là đèo Đá Trắng, là đèo trên quốc lộ 6 ở vùng giáp ranh giữa xã Phú Cường, huyện Tân Lạc với xã Thành Sơn, huyện Mai Châu, tỉnh Hòa Bình, Việt Nam.
Vào những lúc thời tiết xác định thì có mây phủ trắng đèo, xen lẫn khoảng không mây nhìn xuống thung lũng tạo ra cảnh quan hùng vĩ tuyệt đẹp. Vì thế nhiều khách du lịch gọi tên là đèo Trắng .

## Vị trí
Khi Thủy điện Hòa Bình hoàn thành năm 1994 đã làm ngập đường 6 cũ, nên đoạn quốc lộ 6 từ thành phố Hòa Bình đến Ngã ba Lũng Bon 20°47′34″B 104°49′54″Đ / 20,792747°B 104,831704°Đ xã Lóng Luông huyện Vân Hồ tỉnh Sơn La được mở mới.
Sau này quốc lộ 6 được nâng cấp, du lịch phát triển, đoạn đèo là nơi ngắm cảnh thiên nhiên hùng vĩ. Đèo được đặt tên Thung Khe theo tên một xã cũ thuộc huyện Mai Châu (nay là một phần xã Thành Sơn), tuy rằng phần lớn đường đèo nằm ở xã Phú Cường .
Đèo ở cách Ngã ba Tòng Đậu 20°41′57″B 105°04′34″Đ / 20,699302°B 105,076177°Đ nối với quốc lộ 15 ở xã Tòng Đậu huyện Mai Châu, cỡ 12 km, và cách thị trấn Mãn Đức 20°37′19″B 105°16′39″Đ / 20,621882°B 105,277637°Đ huyện Tân Lạc cỡ 18 km.